# Luis Francisco Cuéllar
Luis Francisco Cuéllar Carvajal (Timana, 22 de dezembro de 1940 — Caquetá, 21 de dezembro de 2009) foi um político colombiano, que cumpria mandato de governador do departamento de Caquetá desde 2008 quando foi sequestrado e assassinado pelas Forças Armadas Revolucionárias da Colômbia.